# Gertrud Thausing
Gertrud Maria Elisa Thausing (* 29. Dezember 1905 in Wien; † 6. Mai 1997 ebenda) war eine österreichische Ägyptologin und Afrikanistin. Sie lehrte von 1953 bis 1977 als Professorin und Vorstand des Instituts für Ägyptologie und Afrikanistik an der Universität Wien.

## Leben
Gertrud Thausing wuchs in einer wohlhabenden, großbürgerlichen Familie auf und fasste laut ihrer Autobiographie bereits mit acht Jahren – als sie eine Abbildung der Djoser-Pyramide sah – den Beschluss, sich der Ägyptologie zu widmen. Sie studierte an der Universität Wien bei Hermann Junker (Ordinarius 1912–1929, dann Honorarprofessor) und Wilhelm Czermak (Extraordinarius seit 1923, ab 1931 Ordinarius) und wurde 1930 mit einer Arbeit über Die Gaufürsten in Ägypten promoviert. 
Danach besuchte sie auch Czermaks afrikanistische Vorlesungen und hielt auf dessen Bitten selbst Anfängerkurse in ägyptischer Grammatik sowie Vorlesungen zu klassischen Texten für fortgeschrittenere Studierende. 1941 wurde Thausing Assistent an der Universität Wien. Ihre Habilitation erfolgte 1943 mit einer Schrift über den Auferstehungsgedanke[n] in ägyptischen religiösen Texten. Nach Ende der NS-Zeit erhielt sie 1945 die Lehrbefugnis als Universitätsdozentin. 
Als Nachfolgerin Czermaks war sie ab 1953 Vorstand des Institutes für Ägyptologie und Afrikanistik an der Universität Wien, zunächst als außerordentliche und erst ab 1969 als ordentliche Universitätsprofessorin. Von 1958 bis 1960 wirkte Thausing als Generalsekretärin des Österreichischen Komitees der UNESCO-Kampagne zur Rettung der nubischen Altertümer angesichts der projektierten Flutung des Nassersees. Im Zuge dessen nahm das Wiener ägyptologische Institut 1961 seine Grabungstradition wieder auf. Die Ausgrabungen vor Ort in Sayala leitete jedoch der Prähistoriker Karl Kromer. 
Als letzte Vertreterin der von Leo Reinisch begründeten und von Junker sowie Czermak fortgeführten „Wiener Schule“, die Ägyptologie und Afrikanistik verband, lehrte Thausing neben der ägyptischen Sprache, Literatur, Geschichte, Religion und Kunst auch die koptische Sprache sowie verschiedene afrikanische Sprachen wie Nubisch und Ewe. Erst nach ihrer Pensionierung 1977 wurde das Institut für Ägyptologie und Afrikanistik aufgeteilt. Auch danach lehrte sie als Emerita noch bis 1995.

## Schriften (Auswahl)
- Der Auferstehungsgedanke in ägyptischen religiösen Texten. Leipzig 1943, OCLC 4098291 (Habilitationsschrift).
- mit Traudl Kerszt-Kratschmann: Das große ägyptische Totenbuch (Papyrus Reinisch) der Papyrussammlung der Österreichischen Nationalbibliothek. Österreichisches Kulturinstitut, Kairo 1969, OCLC 602543442.
- mit Hans Goedicke: Nofretari. Eine Dokumentation der Wandgemälde ihres Grabes. Akademische Druck- und Verlagsanstalt, Graz 1971, OCLC 1049535673.
- Sein und Werden. Versuch einer Ganzheitsschau der Religion des Pharaonenreiches. Institut für Völkerkunde, Wien 1971, OCLC 781598979.
- Tarudet. Ein Leben für die Ägyptologie. Akademische Druck- und Verlagsanstalt, Graz 1989, ISBN 3-201-01456-7 (Autobiographie).